# LisBo
LisBo（リスボ）は、株式会社ピコハウスが運営する定額制のオーディオブック聴き放題サービスである。
「LisBo」は「Listening Audio Book Service」の略で、コンセプトは「知を聴く」。料金は月1,650円（税込）。
岩波書店、新潮社、PHP研究所の出版社3社が、網野善彦、遠藤周作、開高健、城山三郎、松下幸之助ら文化人の講演音源を提供し、2016年10月3日にサービスを開始した。
サービス開始後、作品提供会社に小学館、吉川弘文館、大法輪閣、かんき出版、すばる舎、廣済堂出版、翔泳社、アーツビジョンなどが加わり、講演以外にも法話、落語、講談、朗読など多種多様なオーディオブックを配信。
2019年2月、萩道彦、今井麻夏、早見沙織、福島潤、沢木郁也ら共演によるオーディオドラマ「クレシェンド」の配信を開始。
同年6月には「神楽坂 声のライブラリー」というコーナーを立ち上げ、神楽坂に縁の深い夏目漱石、江戸川乱歩、泉鏡花、北原白秋、島崎藤村らの文芸作品の朗読、新内鶴賀流11代家元の鶴賀若狭掾（人間国宝）による「神楽坂と新内」シリーズなどの配信を始めた。
また、2020年12月には平和祈念展示資料館の協力のもと、労苦体験手記「平和の礎」のオーディオブックの無料配信も開始した。